# All In (Stray Kids)
All In è l'ottavo EP del gruppo sudcoreano Stray Kids, pubblicato il 27 ottobre 2020 per il mercato giapponese. Il singolo principale All In è stato pubblicato il 20 ottobre 2020. Questo EP include anche le versioni giapponesi di God's Menu (神メニュー; Kami Me'nyū ) e Back Door e il singolo pubblicato in precedenza, Top. Ha raggiunto il numero due della classifica settimanale Oricon Albums con 48 916 copie vendute, e il numero due della Billboard Japan Hot Albums Chart.

## Pubblicazione
L'EP è stato pubblicato in quattro versioni: l'edizione normale e tre limitate alla prima edizione, identificate dalle lettere A, B e C.

## Tracce
Crediti adattati da Melon e sito ufficiale
1. All In – 3:07 (testo: J.Y. Park "The Asiansoul", 3Racha, KM-MARKIT – musica: J.Y. Park "The Asiansoul", 3Racha)
2. Fam – 3:35 (testo: 3Racha, KM-MARKIT – musica: 3Racha, Versachoi)
3. One Day – 3:13 (testo: Changbin (3Racha), Lee Jun-seok, KM-MARKIT – musica: Changbin (3Racha), Bang Chan (3Racha), Lee Jun-seok)
4. God's Menu (神メニュー?, Kami Me'nyū; versione giapponese) – 3:59 (testo: 3Racha, KM-MARKIT – musica: 3Racha, Versachoi)
5. Back Door (versione giapponese) – 3:11 (testo: 3Racha, KM-MARKIT – musica: 3Racha, HotSauce)
6. Top (versione giapponese) – 3:08 (testo: Armadillo, 3Racha, KM-MARKIT – musica: Armadillo, 3Racha, Rangga, Gwon Yeong-chan)
7. Slump (versione giapponese) – 2:16 (testo: Han (3Racha), KM-MARKIT – musica: Han (3Racha), Bang Chan (3racha))

DVD (Edizione limitata A)
1. Jacket Shooting Making Movie
2. 「ALL IN」 Music Video Making Movie (Relay Cam ver.)

DVD (Edizione limitata B)
1. 「神メニュー? -Japanese ver.-」 Music Video
2. 「神メニュー? -Japanese ver.-」 Music Video Making Movie
3. 「TOP -Japanese ver.-」 Music Video
4. 「TOP -Japanese ver.-」 Music Video Making Movie

## Classifiche

### Classifiche settimanali
| Classifica (2020) | Posizione massima |
| ----------------- | ----------------- |
| Giappone          | 2                 |

### Classifiche di fine anno
| Classifica (2020) | Posizione |
| ----------------- | --------- |
| Giappone          | 64        |

## Date di pubblicazione
| Nazione         | Data            | Formato                     | Etichetta          |
| --------------- | --------------- | --------------------------- | ------------------ |
| Corea del Sud   | 27 ottobre 2020 | Download digitale streaming | JYP Dreamus        |
| Varie           | 27 ottobre 2020 | Download digitale streaming | Epic Records Japan |
| Giappone        | 27 ottobre 2020 | Download digitale streaming | Epic Records Japan |
| 4 novembre 2020 | CD CD+ DVD      |                             | Epic Records Japan |